# Riksväg 32
Riksväg 32 är en riksväg som går sträckan Mjölby - Tranås - Eksjö - Vetlanda. Längd cirka 100 km.

## Beskrivning av vägen
Vägen är vanlig landsväg hela sträckan. Den passerar rakt genom tätorterna Boxholm och Sommen, och strax utanför bl.a. Mjölby, Tranås och Eksjö. Vägen är bättre och rakare längs den södra delen, som är mer glesbefolkad. Det beror på att den har byggts om senare än längre norrut, och högre standardkrav på nybyggen gällde vid det senare tillfället. Det finns mängder med vanliga plankorsningar, både med allmänna och privata vägar. Det finns planskilda trafikplatser nära Tranås och Eksjö. Vid Tranås finns en mycket vacker rastplats kallad Höganloft med utsikt över Tranås och sjön Sommen.

## Planer
För närvarande finns inga ombyggnadsplaner.

## Historia
Vägen hade före 1962 numret 83.
Vägen gick i samma sträcka mellan Motala och Skänninge redan på 1940-talet. Vägen från Skänninge och förbi Mjölby är byggd på 1990/2000-talet. Vägen södra Mjölby-söder om Sommen är samma som på 1940-talet, utom vägen förbi Strålsnäs som är från 2000-talet samt delen genom Sommen som fick ny sträckning på 1990-talet. Förbifarten förbi Tranås är från 1990-talet. Vägen Tranås-Säby är från 1960-talet, medan vägen Säby-norra Eksjö är från före 1945. Vägen förbi Eksjö är från 2000-talet, och vägen till Ekenässjön är från 1960-talet.
Den 9 oktober 2013 blev riksväg 32 mellan Motala och Mjölby del av stamvägen riksväg 50. Därmed blev riksväg 32 cirka 25 km kortare. Den nya vägen byggdes som fyrfältsväg mellan Mjölby och Skänninge och 14 meter bred 2+1-väg mellan Skänninge och Motala via Fågelsta. Avsikten var att styra bort den tunga trafiken från den smala och dåliga riksväg 50 på delen Motala - Vadstena - Ödeshög.

## Trafikplatser, korsningar och anslutningar
|  | Nr       | Namn                      | Skyltning                     |
|  | -------- | ------------------------- | ----------------------------- |
|  | motorväg | Trafikplats Mjölby Västra | Stockholm, Helsingborg Örebro |
|  |          | Trafikplats Tranås Norra  | Österbymo, Tranås N           |
|  |          | nära Tranås               | ?                             |
|  |          | Trafikplats Tranås Södra  | Tranås S                      |
|  |          | nära Tranås               | Gränna                        |
|  |          | nära Aneby                | Jönköping                     |
|  |          | nära Eksjö                | Åtvidaberg                    |
|  |          | Trafikplats Eksjö Norra   | Eksjö, Anneberg               |
|  |          | Trafikplats Eksjö centrum | Västervik                     |
|  |          | nära Eksjö                | Jönköping                     |
|  |          |                           | Jönköping, Kalmar             |